# ناوا مائو
ناوا مائو (به انگلیسی: Nava Mau) (زاده ۱۴ مهٔ ۱۹۹۲) بازیگر مکزیکی است.
او یک زن ترنس است.